# Новаківський Олекса Харлампійович
Оле́кса Харла́мпійович Новакі́вський (2 (14) березня 1872, Нова Ободівка, Ольгопільський повіт, Подільська губернія — 29 серпня 1935, Львів) — український живописець і педагог.

## Біографія
Талановитим і темпераментним експонентом краківського постімпресіонізму був уродженець зазбручанського Поділля Олекса Новаківський. Учень Яна Матейка, Унежицького й Леона Вичулковського, він дуже багато завдячував Мальчевському. Не залишилися без впливу на нього Матейка та Виспянського.
Народився у с. Слободо-Ободівка (нині Нова Ободівка Гайсинського району, Вінницької області).
Мистецьку освіту здобув, навчаючись в Одесі (1888—1892) у художника-декоратора Ф. Клименка та у Краківській Академії красних мистецтв (1892—1900) у Л. Вичульського і Я. Станіславського. Живописна манера О. Новаківського сформувалась на творчому засвоєнні принципів імпресіонізму. Тривалий час працював у с. Могила біля Кракова.

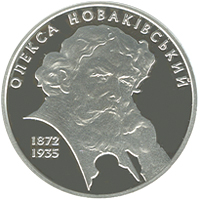
Монета НБУ, присвячена Олексі Новаківському

У 1911 році в Кракові відбулася персональна виставка Олекси Новаківського, на якій митець представив понад 100 робіт, що принесли художнику визнання та популярність. Картинами зацікавився митрополит Андрей Шептицький і запропонував художнику перебратися до Львова.
З 1913 року у Львові Новаківський, крім творчої роботи, займався і педагогічною діяльністю: мав надзвичайно багато учнів (кілька десятків), проте жоден з них не перевершив самого Новаківського.
У 1921 році відбулася персональна виставка художника у Львові, яка отримала високу оцінку критиків та художників.

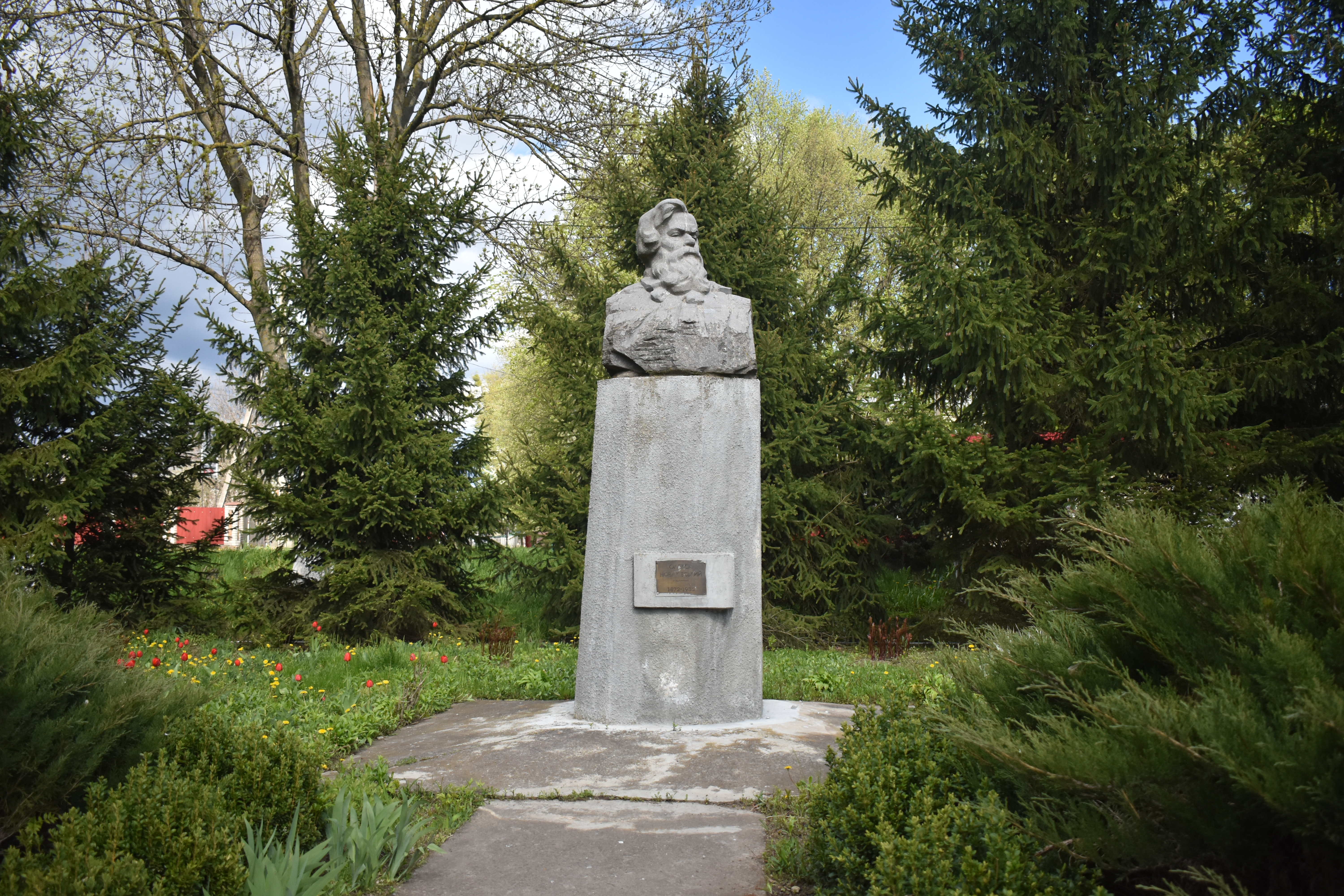
Погруддя у с. Нова Ободівка

У 1923 році заснував у Львові мистецьку школу, що стала відомим осередком малярської культури у Західній Україні. Його школу пройшли Володимир Гаврилюк, Святослав Гординський, Стефанія Ґебус-Баранецька, Лев Ґец, Михайло Драган, Олекса Друченко, Василь Дядинюк, Софія Зарицька-Омельченко, Іван Іванець, Іван Кейван, Андрій Коверко, Едвард Козак (Еко), Ольга Козакевич-Дядинюк, Мирон Левицький (Lev), Володимир Ласовський, Ярослав Лукавецький, Степан Луцик, Антін Малюца, Михайло Мороз, Іванна Нижник-Винників, Емілія Охримович, Леонід Перфецький, Ольга Плешкан, Роман Сельський, Володимир Сениця, Григорій Смольський та багато інших мистців, які пізніше здобули визнання і світову славу.
У 1924—1925 роках очолював факультет мистецтва Львівського (таємного) українського університету. Учнями Новаківського 1932 року була створена мистецько-ідеологічна група РУБ, С. Рудакевич-Базюк.

## Пам'ять
- У 1972 році у Львові було відкрито художньо-меморіальний музей Олекси Новаківського[3].
- У рідному селі Нова Ободівка встановлено бюст та меморіальну дошку на будинку культури.
- У 2016-му словацький професор Микола Мушинка подарував Національному музею у Львові імені Андрея Шептицького 50 живописних і графічних робіт художника[3].

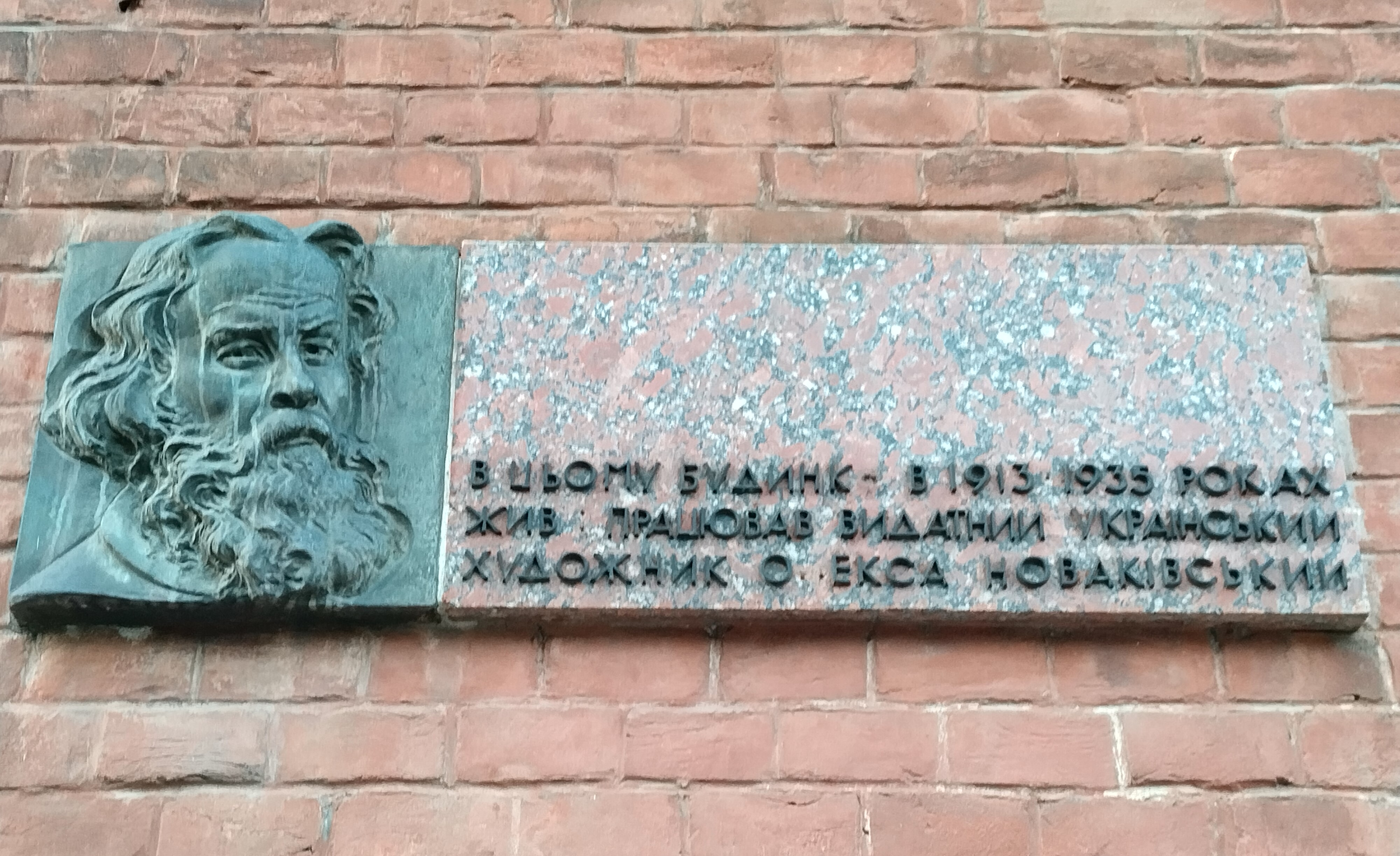
Меморіальна дошка на вул. Листопадового чину, 11 у Львові (автор — Еммануїл Мисько)

- Меморіальна дошка на вул. Листопадового чину, 11 у Львові (автор — Еммануїл Мисько)У березні 2022 році з нагоди 150-річчя від дня народження українського художника Олекси Новаківського та 50-літнього ювілею Художньо-меморіального музею художника Укрпошта випустила поштовий конверт і марку. На ювілейному конверті зображено будівлю музею, а на марці представлено «Автопортрет із пензлем» Олекси Новаківського[4].

## Твори
Перед українською публікою Новаківський уперше виступив ще на виставці «Товариства для розвою руської штуки» (1901), але ширшу популярність здобув собі тільки першою збірною виставкою у Кракові (1911). Коли ж 1913 року він переїхав із Кракова на постійний побут до Львова, то завоював собі галицьку публіку неподільно.
У пору, коли Іван Труш усунувся в тінь, Панькевич замовк, Сосенко нездужав, а Бойчук переїхав до Києва, вільне місце в «палаті Стики» та в опінії громадянства зайняв Новаківський. У порівнянні з вищеназваними Новаківський переважав агресивністю своєї колористики й характеристичним для малярів «Молодої Польщі» підходом до теми. Чисте малярство з утаєною символікою барвних площ і ліній було тоді новиною на галицькому ґрунті.
Перша львівська збірна виставка Новаківського, укладена 1921, була його великою перемогою. Особливо сердечно сприйняла митця польська критика, що знайшла в ньому українського епігона краківської школи.
Краківський «Автопортрет», портрет дружини («Моя муза»), низка триптихів та кільканадцять пейзажів, побіч своєї наглядної залежності від лауреатів краківської школи, забезпечать Новаківському тривке місце в історії українського мистецтва.
- «Діти» (1905),
- «Коляда» (1907—1910),
- «Весна» (1909),
- «Автопортрет із пензлем» (1911),
- «Народне мистецтво» (панно — 1915-16)
- «Наука» (панно — 1915-16),
- «Весна в с. Могила»,
- «Пробудження» (1912),
- «Юрський собор» (1925),
- «Музика» (1929),
- «Довбуш» (1931),
- «Моя муза»
- «У задумі»
- «Акт з рудоволосою жінкою»
- портрети Д. Левицького, митрополита Андрея Шептицького, О. Барвінського та ін.

## Галерея

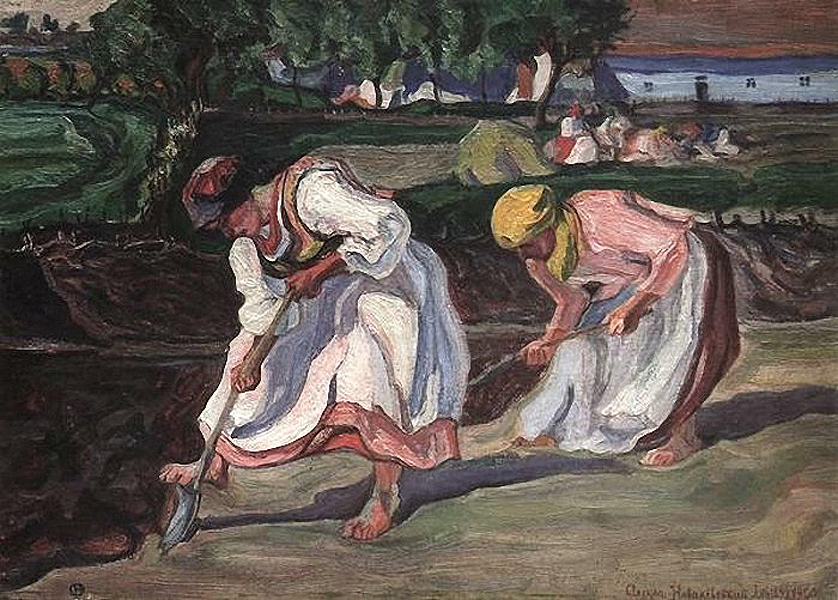
Копання на городі (1920)
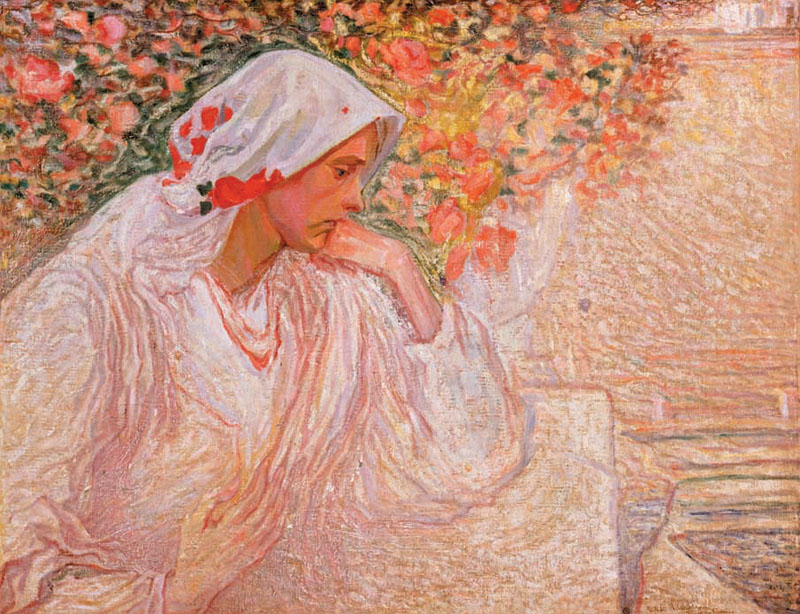
«У задумі», фанера, олійний живопис, 75,5х96,5 см. (1910-ті)
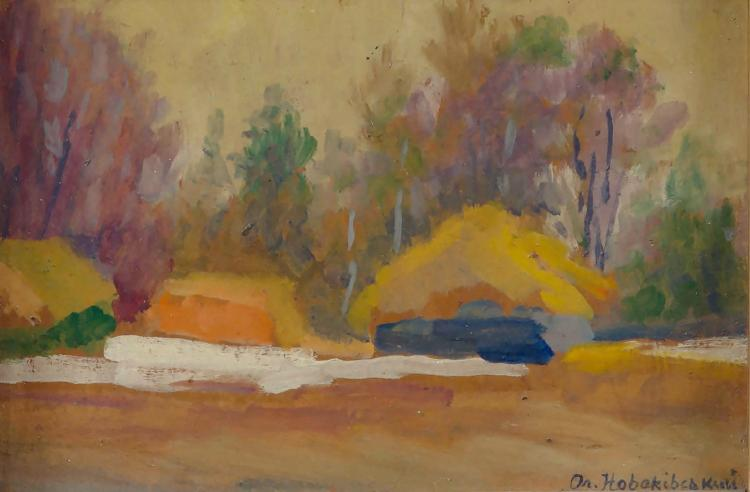
Весна (1930)
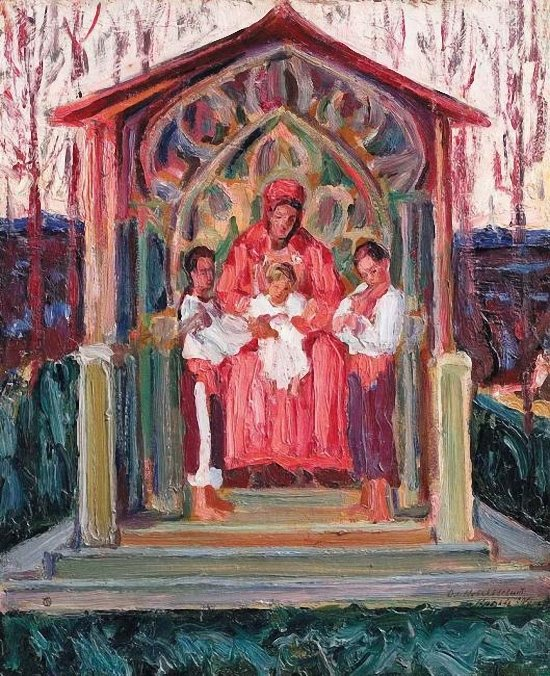
Українська Мадонна (1910)
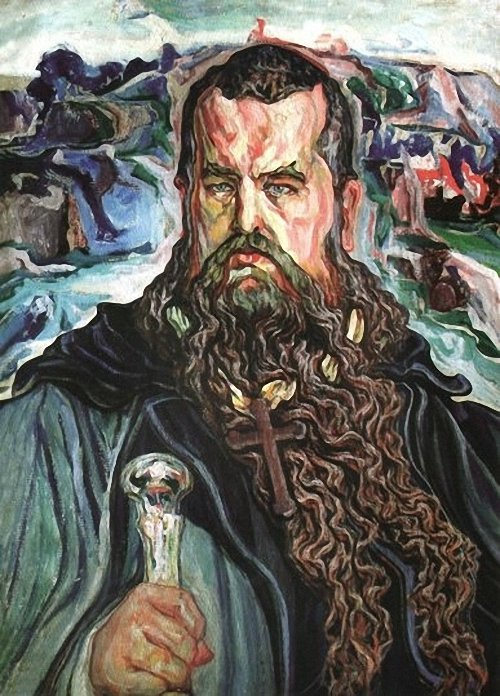
Князь Андрей (Шептицький) (1915-1919)
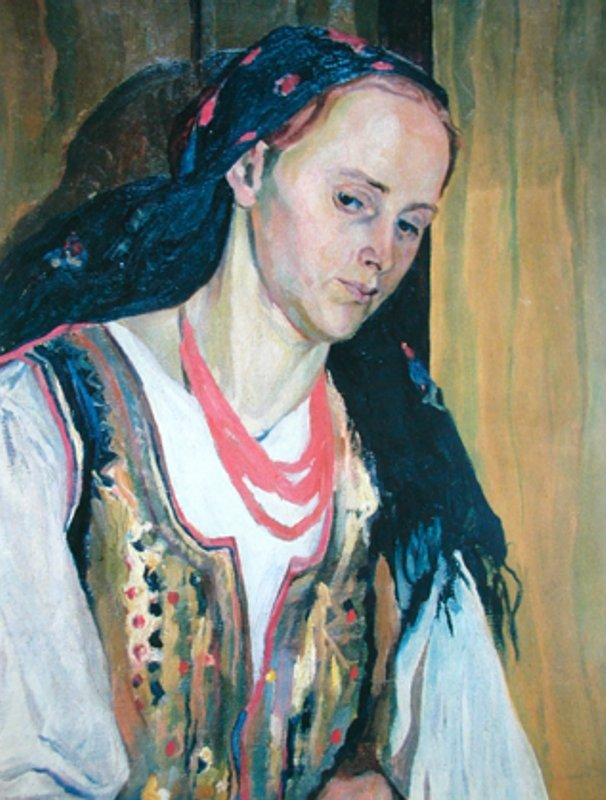
Дружина художника (1906)
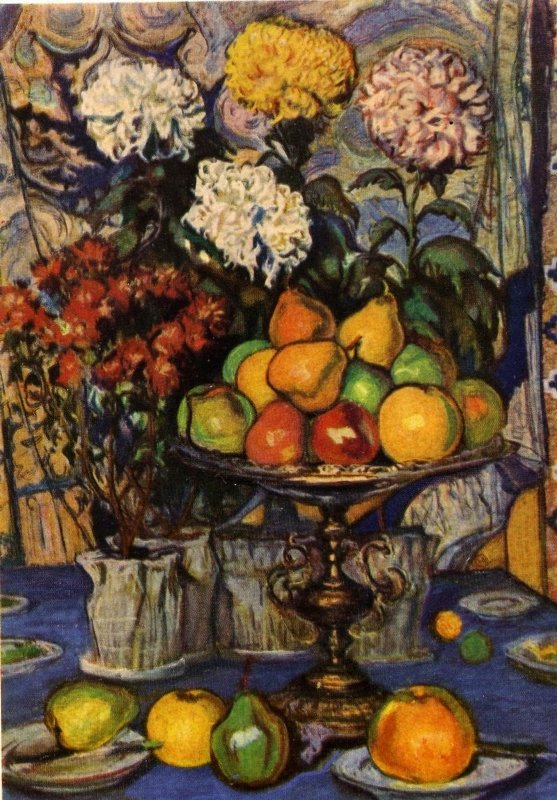
Натюрморт (1916)